# Kazuki Murakami
Kazuki Murakami (村上和基?, Murakami Kazuki; Tomioka, 19 maggio 1989) è un tuffatore giapponese.

## Biografia
Ai Giochi Asiatici di Canton 2010 ha ottenuto il settimo posto dalla piattaforma 10 metri individuale e il quinto nel sincro.
Nel 2011, in squadra con Yu Okamoto, ha partecipato ai Campionati mondiali di nuoto di Shanghai 2011 nella piattaforma 10 metri sincro dove ha ottenuto il nono posto precedendo i bielorussi Cimafej Hardzejčyk e Vadzim Kaptur.